# Georg Michael Telemann
Pour les articles homonymes, voir Telemann (homonymie).
Georg Michael Telemann (20 avril 1748 — 4 mars 1831) est un compositeur et théologien allemand.

## Biographie
Telemann est né à Plön, fils du pasteur local Andreas Telemann (1715-1755) et d'Augusta Clara Catharina Capsius. Après la mort de son père en 1755 il part à Hambourg où il est recueilli et élevé par son grand-père Georg Philipp Telemann. À Hambourg il entre à l'école d'érudition Saint-Jean et en 1770 à l’Akademisches Gymnasium. À la mort de son grand-père, en 1767, à l'âge de 19 ans, Georg Michael compose Trauer-Ode auf das betrübte Absterben meines Großvaters Herrn Georg Philipp Telemann, des Hamburgischen Musik-Chor-Direktors. Il prend également le poste de son grand-père de chantre à la Johanneum et de directeur de la musique des églises de Hambourg jusqu'à la nomination en mars 1768 de Carl Philipp Emanuel Bach. De 1770 à 1772 il étudie à l'Université de Kiel. En 1773 il a publie un traité sur le continuo, im Unterricht Generalbaß-Spielen.
En 1773, Georg Michael déménage à Riga où il a été nommé directeur de la musique des églises de la ville et chantre à la Cathédrale de Riga. Dans ce cadre il dirige les vingt-et-une passions de son grand-père. Il enseigne également à l'école de la cathédrale. En 1812, il publie un recueil d'arrangements pour orgue de chorales, Sammlung alter und neuer Chorale-Melodien et un an plus tard il devient organiste de la cathédrale. Il prend sa retraite en 1828 en raison de la détérioration de sa vision. Il meurt à Riga en 1831.

## Source
- (en) Cet article est partiellement ou en totalité issu de l’article de Wikipédia en anglais intitulé « Georg Michael Telemann » (voir la liste des auteurs).